# Primitivorgan
Als Primitivorgan oder Urorgan bezeichnet man die ersten Anlagen von Organen beim Embryo. Ihre Bildung stellt den Beginn der Organogenese und den Übergang zum Fötus dar. Zu den Primitivorganen gehören die Chorda dorsalis, das Neuralrohr, die Urwirbel und Seitenplatten sowie das Darmrohr. Vorgänger der Primitivorgane ist der Primitivstreifen (daraus entstehen Primitivrinne, -grube und -knoten), der beim Menschen in der dritten Entwicklungswoche auftritt.
Nach Karl Ernst von Baer waren die Primitivorgane der Oberbegriff für die drei Keimblätter, im weiteren Sinne auch für die den Bau des Wirbeltierkörpers bestimmenden Organanlagen: Neuralrohr, Chorda dorsalis, Ursegmente, Zölom und Urdarm.